# ون، تاجیکستان
ون، تاجیکستان (به لاتین: Ven, Tajikistan) یک زیستگاه انسانی در تاجیکستان است که در ولایت سغد واقع شده‌است.